# Нептун (планета)
Непту́н — планета Сонячної системи, восьма за віддаленістю від Сонця. Вона четверта за розміром у Сонячній системі, третя за масою і належить до планет-гігантів. Її орбіта перетинається з орбітою Плутона в деяких місцях. Також орбіту Нептуна перетинає комета Галлея. Маса Нептуна у 17,2 раза, а діаметр екватора у 3,9 раза більший за земний. Планета названа на честь римського бога морів. Його астрономічний символ  — стилізована версія тризубця Нептуна.
Нептун було відкрито 23 вересня 1846 року, і він став першою планетою, виявленою завдяки математичним розрахункам. Припущення про наявність планети були пов'язані з непередбаченими змінами в орбіті Урана, гравітаційні сили якої могли призвести до появи цих відхилень. Згодом Нептун було знайдено неподалік розрахованого розташування. Незабаром було відкрито і його супутник Тритон, проте інші 14 супутників, які відомі зараз, були відкриті лише у XX столітті.
Повз Нептун пролітав тільки один космічний апарат — «Вояджер-2», 25 серпня 1989 року.
Нептун за своїм складом близький до Урана, а обидві ці планети відрізняються за складом від інших планет-гігантів — Юпітера та Сатурна. Інколи Уран та Нептун відносять до окремої категорії «крижаних гігантів». Атмосфера Нептуна, подібно до атмосфери Юпітера та Сатурна, складається переважно з водню та гелію. Сліди метану в зовнішніх шарах атмосфери є причиною синього забарвлення планети.
В атмосфері Нептуна бушують найсильніші вітри серед усіх планет Сонячної системи. Судячи зі спостережень «Вояджера-2», швидкість хмар може досягати 600 м/с. Температура у верхніх шарах атмосфери Нептуна — близько −225 °C. У центрі планети температура за різними оцінками становить приблизно 5100 °C, що відповідає температурі на поверхні Сонця та в ядрі більшості відомих планет. У Нептуна є слабка та фрагментована кільцева система, можливо, виявлена ще в 1960-ті роки, але достеменно підтверджена лише «Вояджером-2» 1989 року.
1948 року на честь відкриття планети названо новий хімічний елемент під номером 93 — нептуній. 12 липня 2011 року минув рівно один нептуніанський рік (або 164,79 земного року) від часу відкриття Нептуна 23 вересня 1846 року.

## Історія відкриття

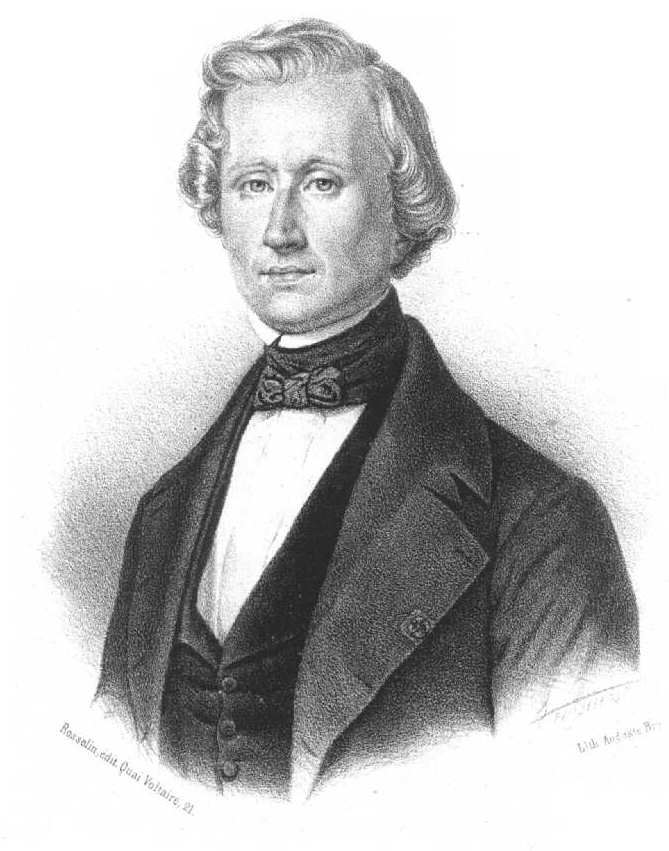
Урбен Левер'є

Після того як 1781 року Вільям Гершель відкрив Уран і розрахував параметри його орбіти, незабаром виявилися аномалії в русі цієї планети: він то «відставав» від розрахованого, то «випереджав» його. Орбіта Урана не відповідала закону Ньютона. Це навело на думку про існування за Ураном ще однієї планети, що могла б своїм гравітаційним тяжінням викривлювати траєкторію 7-ї планети. 1832 року у звіті Британської Асоціації розвитку науки Джордж Ері, який згодом став королівським астрономом, відзначав, що за 11 років помилка в положенні Урана досягла майже пів хвилини дуги. Незабаром після опублікування звіту Ері одержав від Британського астронома-аматора, преподобного доктора Хасея, лист, в якому висувалося припущення, що ці аномалії обумовлені впливом поки ще невідкритої «зауранової» планети. Очевидно, це було першою пропозицією шукати планету. Ері не схвалив ідею Хасея і пошуки не було розпочато.
Ще за рік до цього талановитий молодий студент Джон Адамс відзначив у своїх записах: «На початку цього тижня з'явилася думка відразу ж після одержання ступеня взятися за дослідження аномалій руху Урана, що дотепер не пояснені. Треба знайти, чи можуть вони бути обумовлені впливом невідкритої планети і, якщо можливо, визначити хоча б приблизно елементи її орбіти, що може призвести до її відкриття».
Адамс отримав можливість взятися до розв'язання цієї задачі лише за два роки й до жовтня 1843 року попередні обчислення було закінчено. Адамс вирішив показати їх Ері, проте зустрітися з королівським астрономом йому не вдалося. Адамс повернувся до Кембриджа, залишивши для Ері результати проведених розрахунків. З незрозумілих причин Ері відреагував на роботу Адамса негативно, ціною чого виявилася втрата Англією пріоритету у відкритті нової планети.

Незалежно від Адамса над проблемою зауранової планети працював у Франції інший вчений, Урбан Левер'є. 10 листопада 1845 року він надав Французькій академії наук результати свого теоретичного аналізу руху Урана, звернувши увагу на розбіжності між даними спостережень та розрахунків:
Це можна пояснити впливом зовнішнього чинника, що я оціню в другому тракті.
Такі оцінки були здійснені в першій половині 1846 року Левер'є надав указівки, де варто шукати нову планету.
Отримавши другий трактат Левер'є, Ері звернув увагу на збіг результатів досліджень Адамса і Левер'є, що стосуються руху гіпотетичної планети, яка «збурює» траєкторію Урана, і навіть підкреслив це на спеціальному засіданні Ради інспекторів Гринвіча. Але як і раніше він, не поспішав починати пошуки і став клопотатися про них лише в липні 1846 р., зрозумівши, яке обурення може викликати згодом його пасивність.
Тим часом 31 серпня 1846 року Левер'є закінчив ще одне дослідження, у якому було отримано остаточну систему елементів орбіти невідомої планети та зазначене її місце на небі. Обчислення його базувалися на результатах спостережень Юпітера, Сатурна і власне Урана. Але у Франції, як і в Англії, астрономи все ще не ставали до пошуків, і 18 вересня Левер'є звернувся до Йоганна Галле, асистента Берлінської обсерваторії, який 23 вересня разом зі студентом Генром д'Арре розпочав пошуки. У перший же вечір планету було виявлено, вона перебувала зовсім близько від вказаного місця. Звістка про відкриття планети «на кінчику пера» стала яскравим тріумфом небесної механіки й незабаром облетіла весь науковий світ. За сталою традицією планета одержала назву Нептун на честь античного бога.
Близько року між Францією та Англією йшла боротьба за пріоритет відкриття, до якої, як це часто буває, самі герої безпосереднього відношення не мали. Зокрема, між Адамсом і Левер'є встановилося повне порозуміння, і вони залишалися друзями до кінця життя.

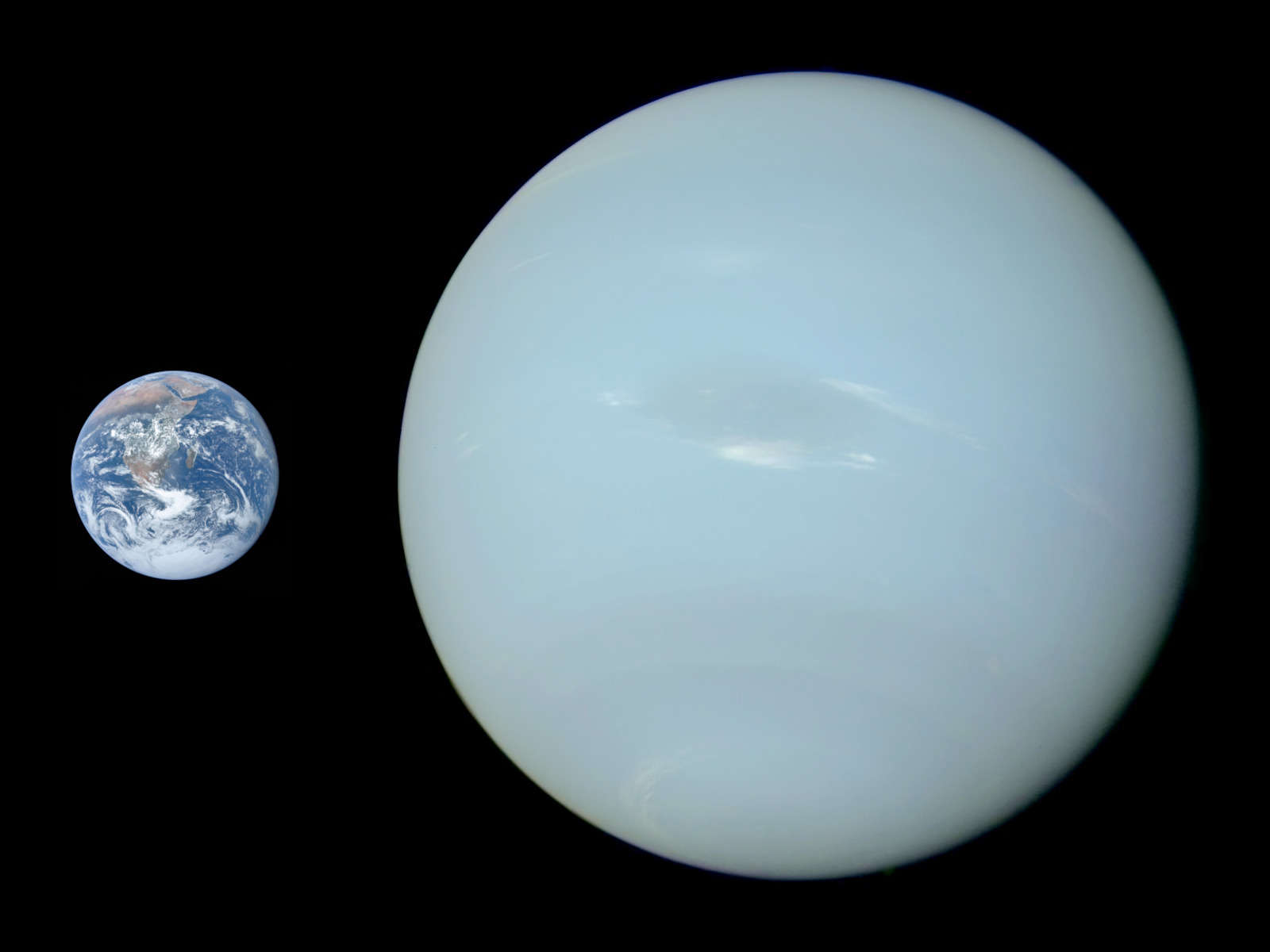
Порівняння розмірів Нептуна та Землі

## Орбіта та обертання

Орбіта Нептуна. За один повний оберт Нептуна навколо Сонця наша планета робить 164,79 оберту.

Нептун рухається навколо Сонця еліптичною, близькою до кругової, орбітою (ексцентриситет 0,009). Його середня відстань від Сонця у 30 разів більша, ніж у Землі, і становить приблизно 4,5 млрд км (у середньому 30,1 астрономічної одиниці (а. о.), перигелій — 29,81 а. о., апогелій — 30,33 а. о.). Це значить, що світло від Сонця до Нептуна іде трохи більше ніж 4 години. Тривалість «нептуніанського року», тобто час одного повного оберту навколо Сонця — 164,8 земного року. У 2011 році Нептун вперше зробив повний оберт навколо Сонця з моменту його відкриття в 1846 році.
Осьовий нахил Нептуна — 28,32°, що близько до нахилу осі Землі (23,44°) та Марса (25,19°). Унаслідок цього планета відчуває схожі сезонні зміни. Через довгий орбітальний період Нептуна сезони тривають близько сорока років кожний. Нахил еліптичної площини обертання Нептуна відносно площини екліптики дорівнює 1,77°.
Власне обертання настільки швидке, що доба на Нептуні триває лише 16 годин. Оскільки Нептун не має твердої поверхні, його атмосфері властиве диференціальне обертання. Широка екваторіальна зона обертається з періодом приблизно 18 годин, що повільніше, ніж 16,1-годинне обертання магнітного поля планети. На противагу екватору, полярні області роблять оберт за 12 годин. Серед усіх планет Сонячної системи такий вид обертання найбільш яскраво виражений саме у Нептуна. Це призводить до сильного широтного зрушення вітрів.

### Орбітальні резонанси
Нептун має великий вплив на вельми віддалений від нього пояс Койпера. Пояс Койпера — кільце з крижаних малих планет, подібне поясу астероїдів між Марсом і Юпітером, але набагато більш протяжне. Він розташовується в межах від орбіти Нептуна (30 а. о.) до 55 астрономічних одиниць від Сонця. Гравітаційна сила Нептуна здійснює найбільш істотний вплив на пояс Койпера (зокрема в плані формування його структури), порівнянний із впливом сили тяжіння Юпітера на пояс астероїдів. За час існування Сонячної системи деякі області пояса Койпера були дестабілізовані гравітацією Нептуна, і в структурі пояса утворилися проміжки. Як приклад можна навести область між 40 і 42 а. о.
Орбіти тіл, які можуть утримуватися в цьому поясі протягом досить довгого часу, визначаються віковими резонансами з Нептуном, а самі тіла - резонансними транснептуновими об'єктами. Для деяких орбіт цей час можна порівняти з часом існування Сонячної системи. Ці резонанси з'являються, коли період обертання об'єкта навколо Сонця співвідноситься з періодом обертання Нептуна як невеликі натуральні числа, наприклад, 1:2 або 3:4. Таким чином, об'єкти взаємно стабілізують свої орбіти. Якщо, наприклад, об'єкт буде здійснювати оберт навколо Сонця вдвічі повільніше Нептуна, то він пройде рівно половину шляху, тоді як Нептун повернеться у своє початкове положення.
Найщільніше населена частина пояса Койпера, що нараховує понад 200 відомих об'єктів, знаходиться в резонансі 2:3 з Нептуном. Ці об'єкти здійснюють один оберт кожні 1½ оберту Нептуна і відомі як «плутино», тому що серед них присутній один із найбільших об'єктів пояса Койпера — Плутон. В інших, менш «населених», областях існують резонанси 3:4, 3:5, 4:7 і 2:5.

## Фізичні характеристики
Нептун має масу 1,0243× 1026 кг і за цією характеристикою займає серединне становище між Землею та газовими гігантами: Нептун в 17 разів важчий за Землю і в 19 разів легший за Юпітер. Його екваторіальний радіус дорівнює 24 764 км, приблизно вчетверо більший за земний. Прискорення вільного падіння на поверхні цієї планети (на рівні тиску 1 бар) у середньому в 1,14 раза більше за земне, серед планет Сонячної системи більше має лише Юпітер. Середня густина Нептуна (~1660 кг/м³), що майже втричі менше за земну.
Нептун має магнітне поле, напруженість якого на полюсах приблизно вдвічі більша ніж на Землі. Температура планети на висоті із тиском, що дорівнює земному становить близько 72 К. Ядро Нептуна, ймовірно, складається із заліза, нікелю та силікатів, а модель структури планети передбачає масу ядра приблизно в 1,2 земної маси. Тиск у центрі становить 7 Мбар (700 ГПа), приблизно вдвічі вище, ніж у центрі Землі, а температура може становити 5400 К.
Нептун, як і Уран вважається крижаним гігантом. Це субклас газових гігантів, які вирізняються меншими розмірами та більшою концентрацією летучих газів, ніж, наприклад, на Юпітері та Сатурні. В екзопланетології, Нептун став метонімом: нептунами називають клас екзопланет зі схожими на Нептун масами, аналогічно до того як юпітерами називають планети із масами близькими або більшими за масу Юпітера.

## Формування та міграція

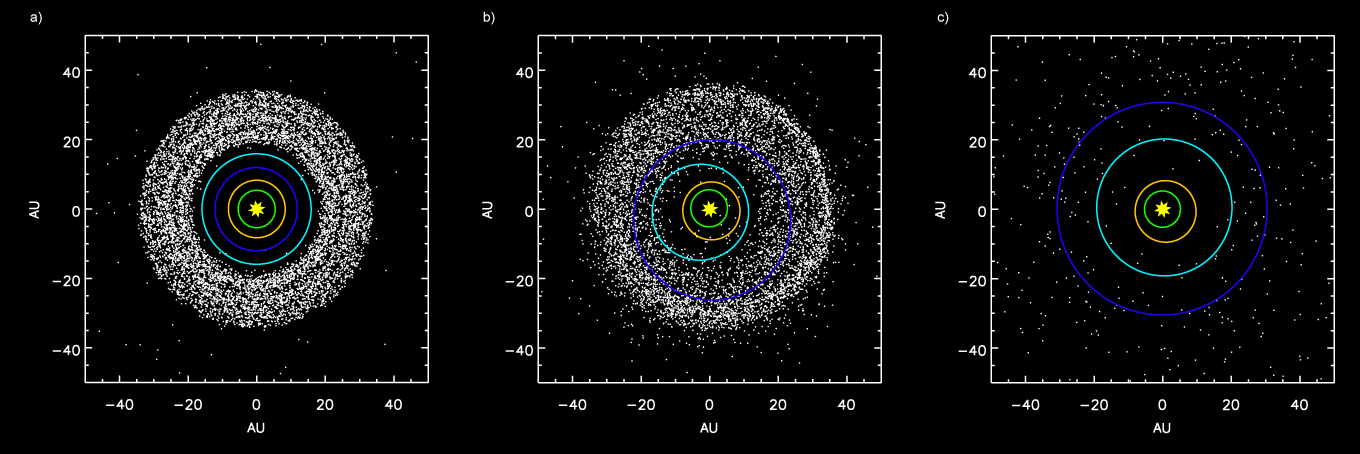
Симуляція зовнішніх планет і пояса Койпера: а) До того як Юпітер і Сатурн вступили в резонанс 2:1; б) Розсіювання об'єктів пояса Койпера в Сонячній системі після зміни орбіти Нептуна; c) Після викидання тіл поясу Койпера Юпітером.

Для формування крижаних гігантів — Нептуна й Урана — виявилося важко створити точну модель. Сучасні моделі вважають, що густина речовини в зовнішніх ділянках Сонячної системи була надто низькою для формування таких великих тіл традиційним методом акреції речовини на ядро. Щоб пояснити еволюцію Урана й Нептуна, було висунуто багато гіпотез.
Одна з них вважає, що обидва крижаних гіганти сформувалися не методом акреції, а утворилися всередині початкового протопланетного диска через його нестабільність, і пізніше їхні атмосфери «здуло» вибухом масивної зорі класу O або B.
Інша концепція полягає в тому, що Уран і Нептун сформувалися близько до Сонця, де густина речовини була вищою, і лише згодом вони пересунулися на поточні орбіти. Гіпотеза пересування Нептуна дає змогу пояснити поточні резонанси в поясі Койпера, особливо резонанс 2:5. Коли Нептун рухався назовні, він взаємодіяв з об'єктами протопоясу Койпера, створюючи нові резонанси й хаотично змінюючи наявні орбіти. Вважається, що об'єкти розсіяного диска опинилися в поточному становищі через резонансну взаємодію, створену міграцією Нептуна.
Запропонована 2004 року комп'ютерна модель Алессандро Морбіделлі з обсерваторії Лазурного берега в Ніцці припускає, що пересування Нептуна до поясу Койпера могло зумовити формування резонансу 1:2 на орбітах Юпітера й Сатурна, який послужив своєрідним гравітаційним рушієм, що виштовхнув Уран і Нептун на вищі орбіти та змусив їх змінити місце розташування. Виштовхування об'єктів із поясу Койпера в результаті цієї міграції може також пояснити пізнє важке бомбардування, що сталося через 600 мільйонів років після утворення Сонячної системи, і появу в Юпітера троянських астероїдів.

## Хімічний склад, будова, умови на поверхні

Будова Нептуна:
1. Верхня атмосфера і шар хмар.
2. Атмосфера (водень, гелій, метан)
3. Мантія (водяний, аміачний, метановий лід)
4. Кам'яне ядро (кремній, нікель, залізо)

Атмосфера Нептуна — це здебільшого водень і гелій із невеликою домішкою метану: синій колір Нептуна є результатом поглинання цим газом червоного світла в атмосфері. В атмосфері Нептуна міститься велика кількість льоду: водного, аміачного, метанового. Також в атмосфері Нептуна є сліди вуглеводнів і, можливо, азоту. Товщина атмосфери — від 10 до 20 % радіуса поверхні, а її маса — не менше 5 і не більше 10 % маси планети. У нижніх шарах збільшується концентрація метану, водяної пари та аміаку, максимальний тиск — 10 ГПа, в 100 000 разів більший земного. Загалом Нептун має хімічний склад, мабуть, подібний до Урана: різні летючі речовини (водень, метан, вода, аміак та ін.), які містять близько 80 % водню і невелику кількість гелію. Як і Уран, та на відміну від Юпітера з Сатурном, Нептун, можливо, не має чіткого внутрішнього розшарування. Але найбільш ймовірно, що у нього є невелике тверде ядро (рівне 1,2 маси Землі). Ядро Нептуна, як і Урана, складається здебільшого з льоду й каменю. В атмосфері Нептуна було виявлено явища, схожі з земними полярними сяйвами.
Подібно до типових газових планет Нептун відомий сильними бурями й вихорами, швидкими вітрами, що дмуть на обмежених смугах, поряд з екватором. Вітри дмуть на Нептуні в західному напрямку, проти напряму обертання планети. У низьких широтах вітер дме паралельно екватору у зворотному напрямку, його швидкість становить близько 100 м/сек. Слід зауважити, що в планет-гігантів швидкість потоків і плинів у їхніх атмосферах збільшується з відстанню від Сонця. Ця закономірність поки що не має пояснення. На знімках можна побачити хмари в атмосфері Нептуна. Подібно до Юпітера й Сатурна Нептун має внутрішнє джерело тепла — він випромінює у 2,61 раза більше енергії, ніж одержує від Сонця. Таке інтенсивне інфрачервоне випромінювання свідчить про нагрівання, імовірно, спричинене гравітаційним стисненням планети.

### Магнітосфера
Магнітне поле Нептуна, як і поле Урана, орієнтоване незвичайно і, мабуть, створюється течією провідної речовини (можливо, води), розташованої в середніх шарах планети, вище ядра. Магнітна вісь нахилена на 47° до осі обертання, до того ж вісь симетрії магнітного поля Нептуна не проходить через центр планети, а відхилена від нього більш ніж на пів радіуса, що нагадує властивості магнітного поля навколо Урана. Відповідно і напруженість поля на поверхні в різних її місцях змінюється від третини до потроєного значення земної. Навіть у якійсь одній точці поверхні поле також мінливе, як і положення та інтенсивність джерела в надрах планети.
Завдяки випадку при підльоті до Нептуна «Вояджер» рухався майже точно в напрямку південного магнітного полюса планети, що дало можливість ученим здійснити низку унікальних досліджень, багато результатів яких досі не позбавлено таємничості й незрозумілості. В атмосфері було виявлено явища, подібні до земних полярних сяйв та зроблено припущення про будову Нептуна. Досліджуючи магнітні явища, «Вояджеру» вдалося точно встановити період обертання Нептуна навколо своєї осі — 16 годин 7 хвилин.

## Атмосфера

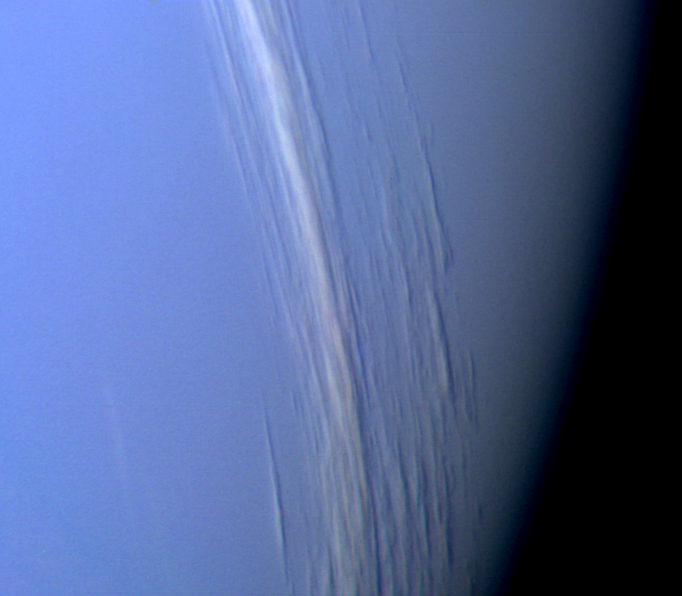
Хмари на Нептуні

Атмосфера Нептуна складається з водню (приблизно 67 %), гелію (31 %) і метану (2 %). На верхніх шарах це 80 % водню і 19 % гелію. Крім цих основних складників вона містить також незначні домішки речовин, що є наслідком фотолізу метану: ацетилен C2H2, діацетилен C4H2, етилен C2H4 й етан C2H6, а також чадний газ CO і молекулярний азот N2.
Основний шар хмар розташовано на рівні тиску близько 3 атмосфер, він складається із замерзлого сірководню H2S, можливо, із невеликою домішкою аміаку NH3. Температура в цій області становить близько 100 К (−173 °C). Вище основного шару, у холодній прозорій атмосфері конденсуються рідкісні білі хмари замерзлого метану CH4. Ці хмари підіймаються на висоту 50—150 км і відкидають тіні на основний хмарний покрив, як це видно на знімках Вояджера-2.
Нижче першого шару хмар, на рівні тиску близько 20 атмосфер і температури близько 200 К (−73 °C), розташовано другий шар хмар із гідросульфіду амонію NH4SH. Ще глибше розташовано хмари з водяного льоду.
Загалом атмосфера Нептуна ділиться на два основні регіони: знизу — тропосфера, де температура падає з висотою, зверху — стратосфера, де температура зростає з висотою. У стратосфері також присутні в мізерних кількостях монооксид вуглецю та синильна кислота. Температурний мінімум (тропопауза) в атмосфері Нептуна становить 50 К (−223 °C) і досягається за тиску 0,1 атмосфери. На рівні тиску 10−8—10−7 атмосфер за температури 160 К (−113 °C) розташована мезопауза — область постійної температури, вище якої простягається термосфера. Температура термосфери досягає 750 К (476 °C).
Із досі незрозумілих причин, температура термосфери планети є дуже високою. Нептун знаходиться надто далеко від Сонця, щоб пояснити таке нагрівання сонячним ультрафіолетом. Кандидатом на механізм нагрівання термосфери є взаємодія іонів атмосфери з магнітним полем планети. Іншим кандидатом є гравіхвилі із внутрішньої сторони атмосфери, які розсіюються. У термосфері міститься невелика кількість діоксиду вуглецю та води, які могли потрапити туди із зовнішніх джерел, як-от метеорити та пилюка.

### Клімат
Одна з відмінностей між Нептуном та Ураном — рівень метеорологічної активності. «Вояджер-2», що пролітав поблизу Урана в 1986 році, зафіксував украй слабку активність атмосфери. На противагу Урану, Нептун демонстрував помітні погодні зміни під час фотографування з «Вояджера-2» в 1989 році.

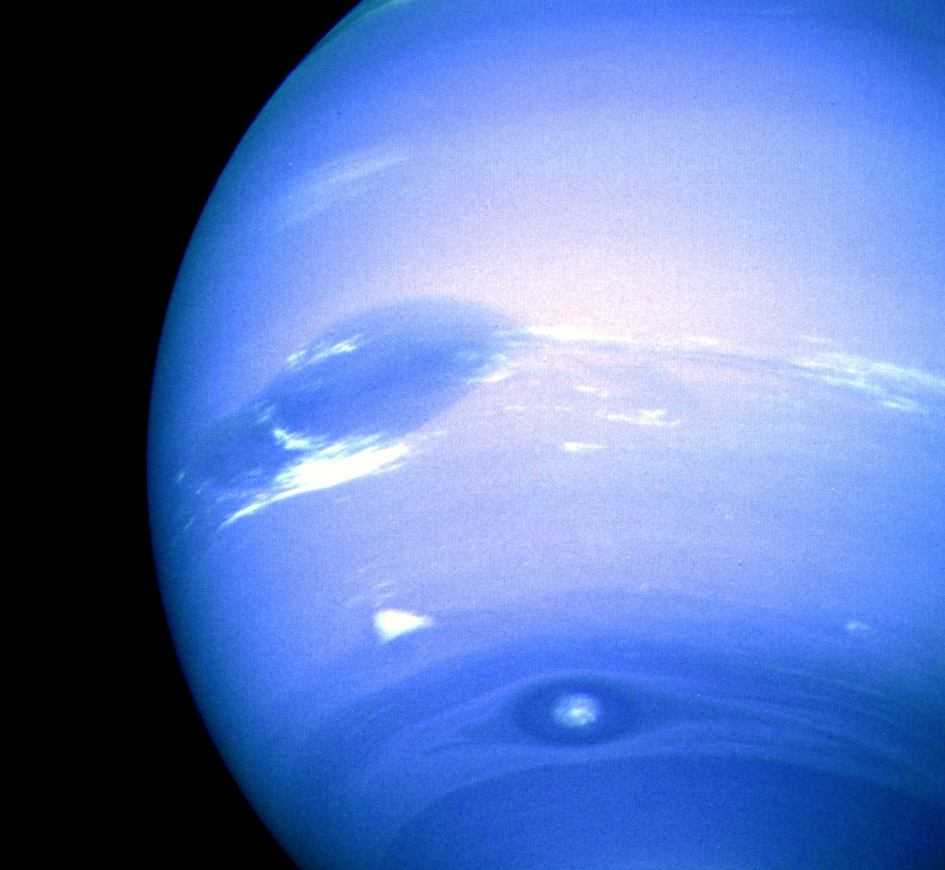
Велика темна пляма (вгорі), Скутер (біла трикутна хмарка посередині), і Мала темна пляма (внизу).

Погода на Нептуні характеризується надзвичайно бурхливою системою штормів. Максимальна зареєстрована швидкість вітру на Нептуні досягала 600 м/с, що є рекордом для Сонячної системи. У процесі відстеження руху постійних хмар було зафіксовано зміну швидкості вітру від 20 м/с у східному напрямку до 325 м/с на західному. У верхньому хмарному шарі швидкості вітрів різняться від 400 м/с вздовж екватора до 250 м/с на полюсах. На високих широтах напрям вітрів збігається з напрямком обертання планети, а на середніх та низьких протилежний йому. Відмінності в напрямку повітряних потоків, ймовірно, мають поверхневий характер і не пов'язані з глибинними атмосферними процесами. Вміст в атмосфері метану, етану та ацетилену в області екватора перевищує в десятки та сотні разів вміст цих сполук в області полюсів. Це спостереження може вважатися свідченням на користь існування апвелінгу на екваторі Нептуна і його зниження ближче до полюсів. У 2007 році відзначено, що верхня тропосфера південного полюса Нептуна на 10 °C тепліша, ніж інша частина Нептуна, де температура в середньому становить −200 °C. Така різниця в температурі достатня, щоб метан, який в інших областях верхньої частини атмосфери Нептуна є в замороженому стані, на південному полюсі просочувався в космос. Ця «гаряча точка» — наслідок осьового нахилу Нептуна, південний полюс якого вже чверть нептунівського року, тобто приблизно 40 земних років, звернений до Сонця. У міру того як Нептун повільно просуватиметься орбітою до протилежної сторони Сонця, південний полюс поступово піде в тінь, і Нептун підставить Сонцю північний полюс. Таким чином, вивільнення метану в космос переміститься з південного полюса на північний.
Через сезонні зміни хмарні смуги в південній півкулі Нептуна, як спостерігалося, збільшилися в розмірі та альбедо. Ця тенденція була помічена ще 1980 року, і, як очікується, триватиме до 2020 року з настанням на Нептуні нового сезону. Сезони змінюються кожні 40 років.

### Шторми

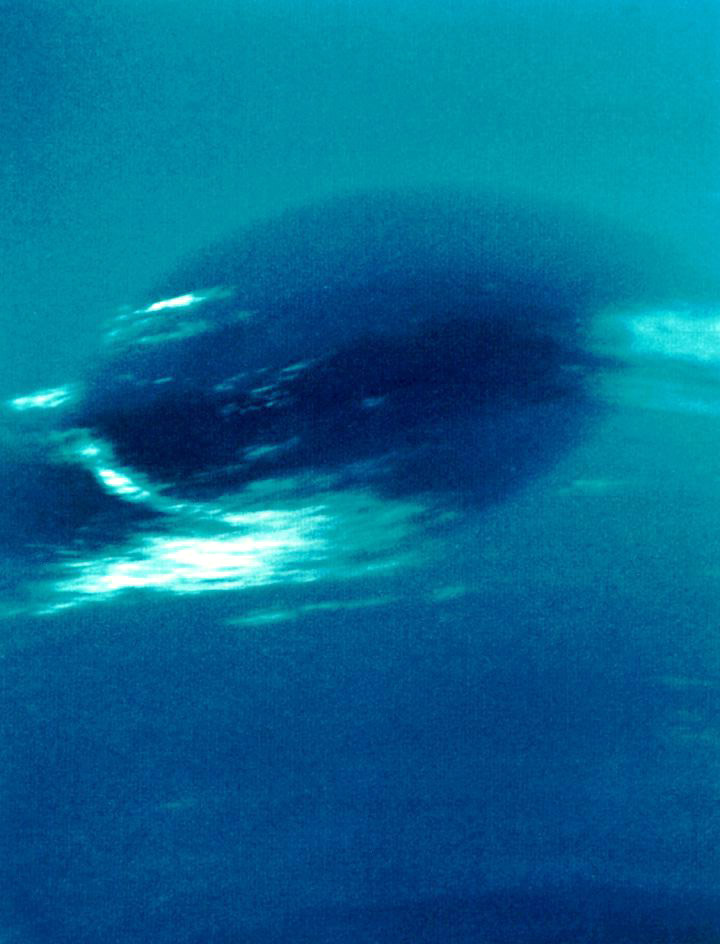
Велика темна пляма, фото з «Вояджера-2».

1989 року апаратом НАСА «Вояджер-2» була відкрита Велика темна пляма — стійкий шторм-антициклон розмірами 13 000 × 6600 км, що нагадував Велику червону пляму Юпітера. Однак 2 листопада 1994 року космічний телескоп «Габбл» не виявив його на колишньому місці. Замість нього нове схоже утворення було виявлено в північній півкулі планети.
Скутер — це інший шторм, виявлений південніше Великої темної плями. Його назва — наслідок того, що ще за кілька місяців до зближення «Вояджера-2» з Нептуном було ясно, що ця групка хмар переміщалася набагато швидше за Велику темну пляму. Зображення, зняті під час зближення, дали змогу виявити ще швидші, ніж «скутер», групи хмар. Мала темна пляма, другий за інтенсивністю шторм, що спостерігався під час зближення «Вояджера-2» з планетою 1989 року, розташована ще південніше. Спочатку вона здавалася повністю темною, але при зближенні яскравий центр Малої темної плями став помітнішим, що можна відзначити на більшості чітких фотографій із високою роздільністю.
«Темні плями» Нептуна, як вважають, народжуються в тропосфері на нижчих висотах, ніж більш яскраві й помітні хмари. Таким чином, вони здаються своєрідними дірами у верхньому хмарному шарі. Оскільки ці шторми мають стійкий характер та можуть існувати протягом декількох місяців, вони, як вважається, мають вихрову структуру. Часто зв'язуються з темними плямами більш яскраві, постійні хмари метану, які формуються в тропопаузі.
Сталість супутніх хмар показує, що деякі колишні «темні плями» можуть продовжити своє існування як циклон, навіть при тому, що вони втрачають темне забарвлення. Темні плями можуть розсіятися, якщо вони рухаються занадто близько до екватора або через якийсь інший невідомий поки що механізм.

### Внутрішнє тепло
Вважається, що різноманітніша погода на Нептуні порівняно з Ураном, є наслідком вищої внутрішньої температури. За цього Нептун у півтора раза віддаленіший від Сонця, ніж Уран, і отримує лише 40 % від тієї кількості сонячного світла, яке отримує Уран. Поверхневі ж температури цих двох планет приблизно рівні. Верхні області тропосфери Нептуна досягають вельми низької температури в −221,4 °C. На глибині, де тиск дорівнює 1 бару, температура досягає −201,15 °C. З глибиною температура постійно підвищується. Як і з Ураном, механізм нагріву невідомий, але невідповідність велика: Уран випромінює в 1,1 раза більше енергії, ніж отримує від Сонця, Нептун же випромінює в 2,61 раза більше, ніж отримує. Хоча Нептун — найдальша від Сонця планета, його внутрішньої енергії виявляється досить, щоб породити найшвидші вітри в Сонячній системі. Пропонується кілька можливих пояснень, включаючи радіогенний нагрів ядром планети (подібно розігріванню Землі радіоактивним калієм-40), утворення з метану інших вуглеводнів із подальшим спливанням водню, що виділився, а також конвекція в нижній частині атмосфери, яка призводить до гальмування гравітаційних хвиль над тропопаузою.

## Кільця Нептуна

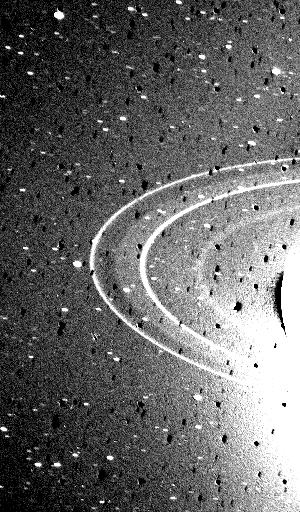
Кільця Нептуна

Нептун має кільця — два широких і два вузьких. Їх було відкрито під час затемнення Нептуном однієї із зір 1981 року. Під час спостережень з Землі видно тільки слабкі дуги замість повних кілець, але фотографії «Вояджера-2» в серпні 1989 року показали їх повністю. Одне з кілець має складну викривлену структуру. Подібно Урановим і Юпітеровим, кільця Нептуна дуже темні й будова їх невідома. Можливо, кільця складаються з льоду, покритого силікатами чи вуглецевмісною речовиною, що надає їм червонуватий відтінок. Назви: зовнішнє — Адамс (яке містить три дуги, що виділяються, які охрестили Свободою, Рівністю і Братерством), потім — безіменне кільце, що збігається з орбітою супутника Нептуна Галатеї, слідом — Левер'є (чиї зовнішні розширення названі Ласселл і Араго), і, нарешті, слабке, але широке кільце Галле. Назви кілець увіковічили тих, хто брав участь у відкритті Нептуна.

## Супутники Нептуна
Нептун має 16 супутників, що названі іменами морських божеств у грецькій міфології. Одному з них належить більш як 99,5 % їхньої загальної маси, і лише він масивний настільки, щоб стати сфероїдальним. Це Тритон, відкритий Вільямом Ласселом всього через 17 днів після відкриття Нептуна (о. Мальта, 1846). Серед інших цікавих місяців Нептуна — Протей, примітний тим, що це тіло максимально можливого розміру (з його густиною), яке не піддалось сферитизації під дією гравітації.
Інформацію про супутники наведено у таблиці.
| №    | Назва (укр.) | Назва (лат.) | Попереднє позначення  | Дата відкриття        | Місце відкриття      | Відкривачі                                                         |
| ---- | ------------ | ------------ | --------------------- | --------------------- | -------------------- | ------------------------------------------------------------------ |
| I    | Тритон       | Triton       | —                     | 10.01.1846            | Ліверпуль            | В. Ласселл                                                         |
| II   | Нереїда      | Nereid       | —                     | 01.05.1949            | Форт-Дейвіс          | Дж. П. Койпер                                                      |
| III  | Наяда        | Naiad        | S/1989 N 6            | 18.09.1989            | КА «Вояджер-2»       | Р. Терріл                                                          |
| IV   | Таласа       | Thalassa     | S/1989 N 5            | 18.09.1989            | КА «Вояджер-2»       | Р. Терріл                                                          |
| V    | Деспіна      | Despina      | S/1989 N 3            | 28.07.1989            | КА «Вояджер-2»       | С. Сіннот                                                          |
| VI   | Галатея      | Galathea     | S/1989 N 4            | 28.07.1989            | КА «Вояджер-2»       | С. Сіннот                                                          |
| VII  | Лариса       | Larissa      | S/1981 N 1 S/1989 N 2 | 24.05.1981 28.07.1989 | Тусон КА «Вояджер-2» | Г. Рейтсема, В. Габбард, Л. Лебофскі, Д. Дж. Толен С. Сіннот       |
| VIII | Протей       | Protheus     | S/1989 N 1            | 16.06.1989            | КА «Вояджер-2»       | С. Сіннот                                                          |
| IX   | Галімеда     | Halimede     | S/2002 N 1            | 14.08.2002            | Ла-Серена            | М. Голман, Дж. Кавеларс, Т. Грав, В. Фрезер, Д. Мілісавлєвич       |
| X    | Псамафа      | Psamathe     | S/2003 N 1            | 29.08.2003            | о. Мауна-Кеа         | С. Шеппард, Дж. Кліна, Д. Джевітт                                  |
| XI   | Сао          | Sao          | S/2002 N 2            | 14.08.2002            | Ла-Серена            | М. Голман, Дж. Кавеларс, Т. Грав, В. Фрезер, Д. Мілісавлєвич       |
| XII  | Лаомедея     | Laomedeia    | S/2002 N 3            | 13.08.2002            | Ла-Серена            | М. Голман, Дж. Кавеларс, Т. Грав, В. Фрезер, Д. Мілісавлєвич       |
| XIII | Несо         | Neso         | S/2002 N 4            | 14.08.2002            | Ла-Серена            | М. Голман, Дж. Кавеларс, Т. Грав, В. Фрезер, Д. Мілісавлєвич       |
| XIV  | Гіпокамп     | Hippocamp    | S/2004 N 1            | 15.07.2013            | КТ «Габбл»           | М. Р. Шоуолтер, І. де Патер, Т. Грав, Дж. Дж. Ліссоер, Р. С. Френч |

### Тритон
Тритон має 14-ту зоряну величину і є найбільшим серед супутників Нептуна. Відстань від Нептуна 394700 км, сидеричний період обертання 5 діб 21 год 3 хв, діаметр приблизно 2707 км, що на 769 км менше діаметра Місяця, хоча маса його у 3,5 раза менша. Це єдиний супутник Сонячної системи, який обертається навколо своєї планети в протилежний бік від обертання самої планети навколо своєї осі. Є версії, що Тритон — захоплена Нептуном самостійна планета. Має велике альбедо — 60–90 % (альбедо Місяця — 12 %), бо здебільшого складається з водяного льоду. У Тритона було виявлено незначну газову оболонку, тиск якої на поверхні в 70 000 разів менше земного атмосферного тиску. Походження цієї атмосфери, що мала б давно розсіятися, пояснюють частими виверженнями на супутнику, що поповнюють її газами. Коли було отримано знімки Тритона, на його крижаній поверхні справді помітили гейзероподібні виверження азоту і темних часток пилу різного розміру. Все це розсіюється в навколишньому просторі. Є припущення, що після захоплення Нептуном супутник було розігріто припливними силами, і він навіть був рідким перший мільярд років після захоплення. Можливо, у надрах своїх він як і раніше зберіг цей агрегатний стан. Поверхня Тритона нагадує полярні шапки Галілеєвих супутників Юпітера: Європи, Ганімеда, Іо, а також Аріеля (супутника Урана).

### Протей
Другий за величиною та найбільший внутрішній супутник Нептуна. Він названий на честь Протея — морського бога, що змінює форму в грецькій міфології. Протей обертається навколо Нептуна майже по екваторіальній орбіті на відстані близько 4,75 екваторіального радіуса планети. Оскільки він розташований дуже близько до Нептуна, його дуже важко спостерігати з Землі. Супутник був відкритий Вояджером-2.

### Нереїда
Третій за розмірами супутник Нептуна. Середня відстань від Нептуна 6,2 млн км, діаметр — близько 340 км. Нереїда — найвіддаленіший супутник Нептуна (серед відомих). Вона робить один оберт навколо планети за 360 днів. Орбіта Нереїди дуже витягнута, її ексцентриситет становить 0,75 — один із найбільших серед всіх супутників у Сонячній системі. Через це найбільша відстань від супутника до планети перевищує найменшу в сім разів (відношення апоцентра до перицентра — 7,037). Нереїду було відкрито 1949 року Джерардом Койпером (США).

## Спостереження Нептуна
Нептун невидимий для неозброєного ока, оскільки його видима зоряна величина коливається від +7,7 до +8,0, що означає, що він тьмяніший від Галілеєвих супутників, карликової планети Церера та астероїдів 4 Веста, 2 Паллада, 7 Ірида, 3 Юнона і 6 Геба. Планету можна побачити лише за допомогою телескопа чи доброго бінокля, вона матиме вигляд малого блакитного диска, подібно до Урана. Кутовий розмір від 2,2 до 2,4 кутової секунди — найменший серед планет Сонячної системи. Малий видимий розмір планети призвів до того, що більшість телескопічних даних мали обмежений характер, аж поки не настала епоха HST та наземних телескопів з адаптивною оптикою.
Спостереження за Нептуном у радіочастотному діапазоні показує, що він є джерелом як безперервного випромінювання, так і нерегулярних спалахів. Вважається, що обидва типи випромінювання походять від його магнітного поля, що обертається. В інфрачервоній частині спектра бурі Нептуна виглядають яскравими на холоднішому тлі, що дає змогу легко відстежувати їхню розміри та форму.
При спостереженні із Землі, Нептун здійснює видимий ретроградний рух, що призводить до циклічного руху на тлі зір під час кожного протистояння, з циклом у 367 днів. Ці цикли перенесли його близько до координат відкриття 1846 року у квітні та липні 2010 року та знову в жовтні та листопаді 2011 року.

## Місії до Нептуна

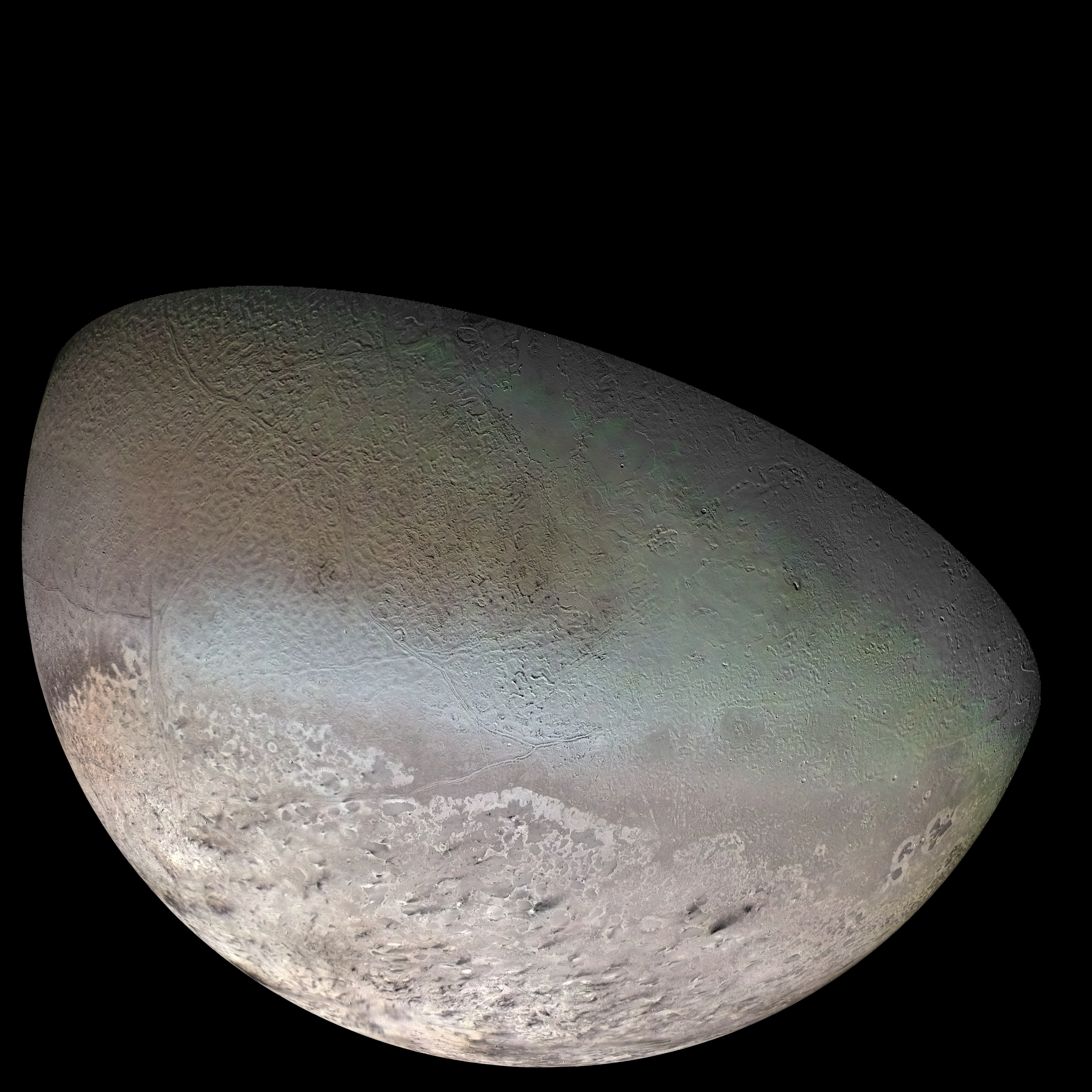
Зображення Тритона, складене з серії фотографій «Вояджера-2».

У 1977 році Лабораторією реактивного руху НАСА було запущено місію «Вояджер-2», що пролетіла повз Нептун 1989 року. Наразі цей апарат є єдиним, що наближався до планети. Оскільки Нептун був останньою великою планетою, повз яку пролітав «Вояджер-2», було вирішено що він зробить близький проліт повз один із супутників — Тритон, — незважаючи на наслідки для траєкторії апарата. 25 серпня 1989 року «Вояджер-2» успішно пролетів на відстані лише 4400 км від атмосфери Нептуна.
Космічний корабель підтвердив існування магнітного поля, що оточує планету, і виявив, що поле було зміщене від центру і нахилене так само, як і поле Урана. Період обертання Нептуна визначили за допомогою вимірювань радіовипромінювання. Також «Вояджер-2» показав, що на Нептуні напрочуд активна погода. Було відкрито шість нових супутників, і було показано, що навколо планети є більше одного кільця. Проліт також забезпечив перше точне вимірювання маси Нептуна, яка виявилось на 0,5 відсотка менше, ніж вважалося раніше. Цей факт спростував гіпотезу, що невідкрита Планета X діяла на орбіти Нептуна та Урана.

### Майбутні місії
У 2003 році НАСА запропонувала дослідження Нептуна космічним апаратом на орбіті планети, але місію Neptune/Triton Orbiter ухвалено не було.
У березні 2019 року запропоновано провести дослідження Нептуна за допомогою прольоту планети космічним апаратом Trident до 2038 року.
30 вересня 2021 року повідомлено, що НАСА планує політ до Нептуна у 2031 році. Місія має назву «Neptune Odyssey». Космічний апарат повинен буде провести на орбіті супутника Нептуна чотири роки і зібрати дані про внутрішню структуру планети, благородні гази, походження кілець Нептуна, полярне сяйво та зміщення магнітного поля планети. Для польоту буде використано ракету-носій Space Launch System, або ракету компанії SpaceX Falcon Heavy. До своєї точки призначення він добереться до 2034 року.
Проліт Нептуна також запланований одним із двох китайських апаратів Interstellar Express, про який було оголошено в 2018 році із запланованою датою запуску між 2024 році.

## Нептун у культурі
Планета фігурує в багатьох літературних творах, зазвичай, науково-фантастичних, а також у фільмах, музиці тощо. Зокрема, Нептун зустрічається в таких творах:
- У творі «The Star» (укр. Зоря) Герберта Веллса Нептун падає на Сонце в результаті зіткнення з іншим масивним об'єктом, ледь не гублячи при цьому Землю.
- Нептун слугує фоном у науково-фантастичному фільмі «Крізь горизонт».
- Нептун є домівкою для високорозвиненої людської раси у творі Олафа Степлдона «Last and First Men» (укр. Перші та останні люди).
- У «Міфах Ктулху» ця планета заселена цікавими грибковими створіннями.